# Fed Cup 2010 Zona Euro-Africana Gruppo I - Playoffs
I playoffs della zona Euro-Africana Group I nella Fed Cup 2010 rappresentano la fase finale della zona Euro-Africana, successiva ad un turno preliminare disputato da 16 nazionali suddivise in 4 gruppi da 4 squadre ciascuno. A tali playoffs prendono parte tutte e 16 le squadre, con un obiettivo diverso a seconda della posizione raggiunta nel loro girone durante la fase precedente. L'obiettivo massimo, ovvero la promozione al World Group II (una sorta di serie B, laddove il Group I della zona Euro-Africana rappresenterebbe la terza serie) se lo disputano le quattro squadre classificatesi al primo posto nei loro rispettivi gironi (nella fattispecie, Slovenia per il gruppo A, Svizzera per il B, Svezia per il C, Austria per il D). Ciononostante, la vittoria in questa fase non garantisce loro la promozione matematica, bensì soltanto la partecipazione ad un ulteriore spareggio da disputare contro le ultime della categoria superiore. Le vincitrici di questo ulteriore spareggio avranno finalmente il diritto di partecipare al World Group II nel 2011.

Le seconde classificate (Paesi Bassi, Romania, Ungheria, Gran Bretagna) lottano meramente per la statistica (per i posti compresi fra il 5° e l'8°), cosiccome le terze (Israele, Croazia, Danimarca, Bielorussia, per i posti dal 9º al 12º).

Le ultime di ciascun girone (Bulgaria, Portogallo, Lettonia, Bosnia-Erzegovina) lottano invece per la permanenza nel Group I della zona Euro-Africana, ed evitare quindi la retrocessione alla quarta serie, costituita dal Group II della zona Euro-Africana.

## Promozione (1º-4º posto)

### Svezia vs. Austria
| Svezia 3 | Complexo de Tenis do Jamor, Estadio National, Lisbona, Portogallo 6 febbraio 2010 cemento indoor | Complexo de Tenis do Jamor, Estadio National, Lisbona, Portogallo 6 febbraio 2010 cemento indoor | Austria 0 |     |   |             |
| \| \| \| \| 1 \| 2 \| 3 \| \| \| - \| \| ------------------------------------------------------------------------- \| --- \| --- \| - \| ----------- \| \| 1 \| \| Johanna Larsson Patricia Mayr \| 6 3 \| 6 3 \| \| \| \| 2 \| \| Sofia Arvidsson Sybille Bammer \| 6 1 \| 6 1 \| \| \| \| 3 \| \| Sofia Arvidsson / Johanna Larsson Sandra Klemenschits / Yvonne Meusburger \| \| \| \| non giocato \| |                                                                                                  |                                                                                                  |           |     |   |             |
| |                                                                                                  |                                                                                                  | 1         | 2   | 3 |             |
| 1 | Svezia (bandiera) · Austria (bandiera)                                                           | Johanna Larsson Patricia Mayr                                                                    | 6 3       | 6 3 |   |             |
| 2 | Svezia (bandiera) · Austria (bandiera)                                                           | Sofia Arvidsson Sybille Bammer                                                                   | 6 1       | 6 1 |   |             |
| 3 | Svezia (bandiera) · Austria (bandiera)                                                           | Sofia Arvidsson / Johanna Larsson Sandra Klemenschits / Yvonne Meusburger                        |           |     |   | non giocato |

### Slovenia vs. Svizzera
| Slovenia 3 | Complexo de Tenis do Jamor, Estadio National, Lisbona, Portogallo 6 febbraio 2010 cemento indoor | Complexo de Tenis do Jamor, Estadio National, Lisbona, Portogallo 6 febbraio 2010 cemento indoor | Svizzera 0 |      |     |             |
| \| \| \| \| 1 \| 2 \| 3 \| \| \| - \| \| ----------------------------------------------------------------- \| --- \| ---- \| --- \| ----------- \| \| 1 \| \| Katarina Srebotnik Amra Sadiković \| 6 2 \| 65 7 \| 6 1 \| \| \| 2 \| \| Polona Hercog Sarah Moundir \| 6 4 \| 6 1 \| \| \| \| 3 \| \| Polona Hercog / Katarina Srebotnik Sarah Moundir / Amra Sadiković \| \| \| \| non giocato \| |                                                                                                  |                                                                                                  |            |      |     |             |
| |                                                                                                  |                                                                                                  | 1          | 2    | 3   |             |
| 1 | Slovenia (bandiera) · Svizzera (bandiera)                                                        | Katarina Srebotnik Amra Sadiković                                                                | 6 2        | 65 7 | 6 1 |             |
| 2 | Slovenia (bandiera) · Svizzera (bandiera)                                                        | Polona Hercog Sarah Moundir                                                                      | 6 4        | 6 1  |     |             |
| 3 | Slovenia (bandiera) · Svizzera (bandiera)                                                        | Polona Hercog / Katarina Srebotnik Sarah Moundir / Amra Sadiković                                |            |      |     | non giocato |

## 5º-8º posto

### Paesi Bassi vs. Gran Bretagna
| Paesi Bassi 2 | Complexo de Tenis do Jamor, Estadio National, Lisbona, Portogallo 6 febbraio 2010 cemento indoor | Complexo de Tenis do Jamor, Estadio National, Lisbona, Portogallo 6 febbraio 2010 cemento indoor | Gran Bretagna 1 |     |     |  |
| \| \| \| \| 1 \| 2 \| 3 \| \| \| - \| \| --------------------------------------------------------------- \| ---- \| --- \| --- \| \| \| 1 \| \| Chayenne Ewijk Anne Keothavong \| 65 7 \| 3 6 \| \| \| \| 2 \| \| Arantxa Rus Katie O'Brien \| 7 5 \| 3 6 \| 6 4 \| \| \| 3 \| \| Richèl Hogenkamp / Nicole Thyssen Sarah Borwell / Katie O'Brien \| 6 2 \| 6 4 \| \| \| |                                                                                                  |                                                                                                  |                 |     |     |  |
| |                                                                                                  |                                                                                                  | 1               | 2   | 3   |  |
| 1 | Paesi Bassi (bandiera) · Gran Bretagna (bandiera)                                                | Chayenne Ewijk Anne Keothavong                                                                   | 65 7            | 3 6 |     |  |
| 2 | Paesi Bassi (bandiera) · Gran Bretagna (bandiera)                                                | Arantxa Rus Katie O'Brien                                                                        | 7 5             | 3 6 | 6 4 |  |
| 3 | Paesi Bassi (bandiera) · Gran Bretagna (bandiera)                                                | Richèl Hogenkamp / Nicole Thyssen Sarah Borwell / Katie O'Brien                                  | 6 2             | 6 4 |     |  |

### Romania vs. Ungheria
| Romania 2 | Complexo de Tenis do Jamor, Estadio National, Lisbona, Portogallo 6 febbraio 2010 cemento indoor | Complexo de Tenis do Jamor, Estadio National, Lisbona, Portogallo 6 febbraio 2010 cemento indoor | Ungheria 1 |     |   |             |
| \| \| \| \| 1 \| 2 \| 3 \| \| \| - \| \| --------------------------------------------------------------------- \| ---- \| --- \| - \| ----------- \| \| 1 \| \| Irina-Camelia Begu Zsófia Susányi \| 7 64 \| 6 1 \| \| \| \| 2 \| \| Simona Halep Réka-Luca Jani \| 6 4 \| 6 2 \| \| \| \| 3 \| \| Irina-Camelia Begu / Alexandra Dulgheru Réka-Luca Jani / Anikó Kapros \| \| \| \| non giocato \| |                                                                                                  |                                                                                                  |            |     |   |             |
| |                                                                                                  |                                                                                                  | 1          | 2   | 3 |             |
| 1 | Romania (bandiera) · Ungheria (bandiera)                                                         | Irina-Camelia Begu Zsófia Susányi                                                                | 7 64       | 6 1 |   |             |
| 2 | Romania (bandiera) · Ungheria (bandiera)                                                         | Simona Halep Réka-Luca Jani                                                                      | 6 4        | 6 2 |   |             |
| 3 | Romania (bandiera) · Ungheria (bandiera)                                                         | Irina-Camelia Begu / Alexandra Dulgheru Réka-Luca Jani / Anikó Kapros                            |            |     |   | non giocato |

## 9º-12º posto

### Danimarca vs. Israele
| Danimarca 1 | Complexo de Tenis do Jamor, Estadio National, Lisbona, Portogallo 6 febbraio 2010 cemento indoor | Complexo de Tenis do Jamor, Estadio National, Lisbona, Portogallo 6 febbraio 2010 cemento indoor | Israele 2 |     |   |  |
| \| \| \| \| 1 \| 2 \| 3 \| \| \| - \| \| ---------------------------------------------------------- \| --- \| --- \| - \| \| \| 1 \| \| Mai Grage Keren Shlomo \| 6 4 \| 6 4 \| \| \| \| 2 \| \| Malou Ejdesgaard Julia Glushko \| 6 4 \| 0 1 \| \| \| \| 3 \| \| Mai Grage / Karina Jacobsgaard Julia Glushko / Shahar Peer \| 0 6 \| 1 6 \| \| \| |                                                                                                  |                                                                                                  |           |     |   |  |
| |                                                                                                  |                                                                                                  | 1         | 2   | 3 |  |
| 1 | Danimarca (bandiera) · Israele (bandiera)                                                        | Mai Grage Keren Shlomo                                                                           | 6 4       | 6 4 |   |  |
| 2 | Danimarca (bandiera) · Israele (bandiera)                                                        | Malou Ejdesgaard Julia Glushko                                                                   | 6 4       | 0 1 |   |  |
| 3 | Danimarca (bandiera) · Israele (bandiera)                                                        | Mai Grage / Karina Jacobsgaard Julia Glushko / Shahar Peer                                       | 0 6       | 1 6 |   |  |

### Croazia vs. Bielorussia
| Croazia 1 | Complexo de Tenis do Jamor, Estadio National, Lisbona, Portogallo 6 febbraio 2010 cemento indoor | Complexo de Tenis do Jamor, Estadio National, Lisbona, Portogallo 6 febbraio 2010 cemento indoor | Bielorussia 2 |     |   |  |
| \| \| \| \| 1 \| 2 \| 3 \| \| \| - \| \| ---------------------------------------------------------------------- \| ---- \| --- \| - \| \| \| 1 \| \| Silvia Njirić Tat'jana Puček \| 2 6 \| 2 6 \| \| \| \| 2 \| \| Ajla Tomljanović Kacjaryna Dzehalevič \| 7 62 \| 6 4 \| \| \| \| 3 \| \| Silvia Njirić / Ajla Tomljanović Kacjaryna Dzehalevič / Tat'jana Puček \| 1 6 \| 1 6 \| \| \| |                                                                                                  |                                                                                                  |               |     |   |  |
| |                                                                                                  |                                                                                                  | 1             | 2   | 3 |  |
| 1 | Croazia (bandiera) · Bielorussia (bandiera)                                                      | Silvia Njirić Tat'jana Puček                                                                     | 2 6           | 2 6 |   |  |
| 2 | Croazia (bandiera) · Bielorussia (bandiera)                                                      | Ajla Tomljanović Kacjaryna Dzehalevič                                                            | 7 62          | 6 4 |   |  |
| 3 | Croazia (bandiera) · Bielorussia (bandiera)                                                      | Silvia Njirić / Ajla Tomljanović Kacjaryna Dzehalevič / Tat'jana Puček                           | 1 6           | 1 6 |   |  |

## Retrocessione (13º-16º posto)

### Portogallo vs. Bulgaria
| Portogallo 1 | Complexo de Tenis do Jamor, Estadio National, Lisbona, Portogallo 6 febbraio 2010 cemento indoor | Complexo de Tenis do Jamor, Estadio National, Lisbona, Portogallo 6 febbraio 2010 cemento indoor | Bulgaria 2 |     |   |             |
| \| \| \| \| 1 \| 2 \| 3 \| \| \| - \| \| ----------------------------------------------------------------- \| --- \| --- \| - \| ----------- \| \| 1 \| \| Neuza Silva Dia Evtimova \| 1 6 \| 1 6 \| \| \| \| 2 \| \| Michelle Larcher de Brito Cvetana Pironkova \| 3 6 \| 3 6 \| \| \| \| 3 \| \| Maria João Koehler / Neuza Silva Dia Evtimova / Cvetana Pironkova \| \| \| \| non giocato \| |                                                                                                  |                                                                                                  |            |     |   |             |
| |                                                                                                  |                                                                                                  | 1          | 2   | 3 |             |
| 1 | Portogallo (bandiera) · Bulgaria (bandiera)                                                      | Neuza Silva Dia Evtimova                                                                         | 1 6        | 1 6 |   |             |
| 2 | Portogallo (bandiera) · Bulgaria (bandiera)                                                      | Michelle Larcher de Brito Cvetana Pironkova                                                      | 3 6        | 3 6 |   |             |
| 3 | Portogallo (bandiera) · Bulgaria (bandiera)                                                      | Maria João Koehler / Neuza Silva Dia Evtimova / Cvetana Pironkova                                |            |     |   | non giocato |

### Bosnia-Erzegovina vs. Lettonia
| Bosnia ed Erzegovina 0 | Complexo de Tenis do Jamor, Estadio National, Lisbona, Portogallo 6 febbraio 2010 cemento indoor | Complexo de Tenis do Jamor, Estadio National, Lisbona, Portogallo 6 febbraio 2010 cemento indoor | Lettonia 3 |     |      |  |
| \| \| \| \| 1 \| 2 \| 3 \| \| \| - \| \| --------------------------------------------------------------- \| --- \| --- \| ---- \| \| \| 1 \| \| Ema Burgić Irina Kuzmina \| 7 5 \| 3 6 \| 65 7 \| \| \| 2 \| \| Sandra Martinović Diāna Marcinkēviča \| 5 7 \| 1 6 \| \| \| \| 3 \| \| Ema Burgić / Anita Husaric Diāna Marcinkēviča / Līga Dekmeijere \| 6 4 \| 2 6 \| 0 6 \| \| |                                                                                                  |                                                                                                  |            |     |      |  |
| |                                                                                                  |                                                                                                  | 1          | 2   | 3    |  |
| 1 | Bosnia ed Erzegovina (bandiera) · Lettonia (bandiera)                                            | Ema Burgić Irina Kuzmina                                                                         | 7 5        | 3 6 | 65 7 |  |
| 2 | Bosnia ed Erzegovina (bandiera) · Lettonia (bandiera)                                            | Sandra Martinović Diāna Marcinkēviča                                                             | 5 7        | 1 6 |      |  |
| 3 | Bosnia ed Erzegovina (bandiera) · Lettonia (bandiera)                                            | Ema Burgić / Anita Husaric Diāna Marcinkēviča / Līga Dekmeijere                                  | 6 4        | 2 6 | 0 6  |  |

## Verdetti
- Ammesse agli spareggi per il Gruppo Mondiale II: Svezia, Slovenia
- Rimangono nella zona Euro-Africana Gruppo I 2011: Austria, Svizzera, Paesi Bassi, Romania, Gran Bretagna, Ungheria, Israele, Bielorussia, Danimarca, Croazia, Bulgaria, Lettonia
- Retrocesse nella zona Euro-Africana Gruppo II 2011: Portogallo, Bosnia-Erzegovina